# Villa Park
Villa Park é um estádio de futebol no distrito de Aston, na cidade inglesa de Birmingham, onde o Aston Villa manda seus jogos.
Inaugurado em 1897, atualmente tem capacidade para 42 918 torcedores. O maior público registrado no estádio foi de 76 588 torcedores em 2 de Março de 1946, numa partida contra o Derby County. Em abril de 2025, foi anunciado os planos do clube de aumentar a capacidade de público para mais de cinquenta mil pessoas.
Foi sede de três jogos da Copa do Mundo de 1966, quatro partidas da Eurocopa 96 e a última final da Taça dos Clubes Vencedores de Taças, em 1999, além de 55 semifinais da FA Cup. O estádio está programado para ser uma das sedes da Euro 2028.
Não há curvas entre suas quatro arquibancadas. Os bancos de suplentes das equipes ficam bastante próximos, com o vestiário à direita, do ponto de vista da transmissão de TV.

## Copa do Mundo FIFA de 1966
Hospedou três partidas da Copa do Mundo de 1966.
| Data        | 1ª equipe          | Placar | 2ª equipe          | Fase    | Público |
| ----------- | ------------------ | ------ | ------------------ | ------- | ------- |
| 13 de julho | Argentina          | 2–1    | Espanha            | Grupo 2 | 48 000  |
| 16 de julho | Argentina          | 0–0    | Alemanha Ocidental | Grupo 2 | 52 000  |
| 20 de julho | Alemanha Ocidental | 2–1    | Espanha            | Grupo 2 | 51 000  |

## Eurocopa 1996
Recebeu quatro partidas da Eurocopa 1996.
| Data        | 1ª equipe     | Placar | 2ª equipe     | Fase             | Público |
| ----------- | ------------- | ------ | ------------- | ---------------- | ------- |
| 10 de junho | Países Baixos | 0–0    | Escócia       | Grupo A          | 34,363  |
| 13 de junho | Suíça         | 0–2    | Países Baixos | Grupo A          | 36,800  |
| 23 de junho | Escócia       | 1–0    | Suíça         | Grupo A          | 34,946  |
| 23 de junho | Tchéquia      | 1–0    | Portugal      | Quartas-de-final | 26,832  |